# 3 Pułk Strzelców Podhalańskich

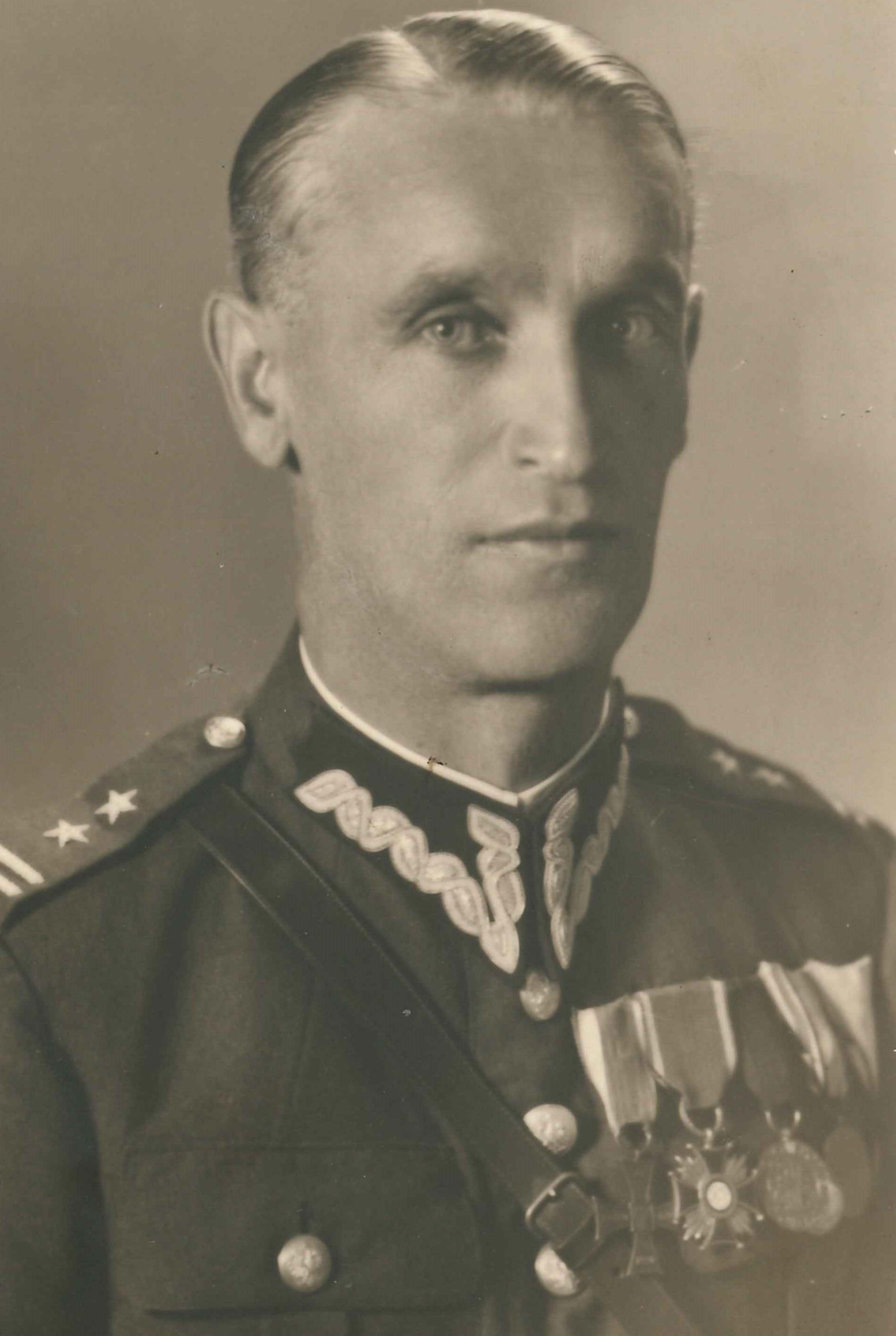
Wojenny dowódca 3 pułku strzelców podhalańskich - ppłk Julian Czubryt.

3 Pułk Strzelców Podhalańskich (3 psp) – oddział piechoty Armii Polskiej we Francji i Wojska Polskiego II RP.
Pułk stacjonował w garnizonie Bielsko (III batalion w Boguminie).
W czasie wojny obronnej 1939 wchodził w skład 21 Dywizji Piechoty Górskiej walczącej w ramach Armii Kraków.

## Formowanie
Pułk powstał w rejonie miasta Sens we Francji. Z ochotników z byłych armii: austriackiej, niemieckiej i rosyjskiej oraz ochotników ze Stanów Zjednoczonych, Francji, Holandii i Australii, 21 kwietnia 1919, sformowano 2 pułk instrukcyjny grenadierów-woltyżerów. W skład pułku weszły trzy bataliony każdy po 3 kompanie strzeleckie, jedna kompania ciężkich karabinów maszynowych, kompania techniczna i pluton telefoniczny. Dowództwo jednostki objął pułkownik armii francuskiej Plandè, a jego zastępcą został podpułkownik Marceli Kubiak (zmarł z ran 27 grudnia 1919 roku w Warszawie). Dowódcami batalionów, kompanii i plutonów byli również oficerowie francuscy a od czerwca funkcje te pełnili już Polacy, zaś oficerowie francuscy sprawowali tylko funkcje doradcze. Polscy oficerowie i podoficerowie rekrutowali się z byłych armii zaborczych i z Armii Hallera. Ekwipunek żołnierzy odpowiadał wzorom armii francuskiej. Mundury były koloru błękitnego (lazurowego) zaś rogatywki kroju polskiego. Uzbrojenie podstawowe stanowiły karabiny Lebell, karabinki Berthier, ręczne karabiny maszynowe Chauchat, ciężkie karabiny maszynowe Hotchkiss i działka piechoty. Sprzęt saperski i telefoniczny był nowy, zaś tabory pułk otrzymał od 402. pułku piechoty francuskiej.
Od 21 maja 1919 rozpoczęło się przebazowanie pułku do Polski i trwało do 6 czerwca, nowym miejscem stacjonowania był rejon Płocka. Pułk kilkakrotnie zmieniał numerację i nazwę:
- od 21 kwietnia 1919 – 2 pułk instrukcyjny grenadierów-woltyżerów;
- od 19 lipca 1919 – 14 pułk strzelców pieszych;
- od 24 września 1919 – 151 pułk Strzelców Kresowych;
- od 30 października 1919 – 3 pułk Strzelców Podhalańskich.

Okres pomiędzy 6 czerwca 1919 a 13 stycznia 1920 był wykorzystany na szkolenie żołnierzy i prowadzenie prac przygotowawczych do działań na Pomorzu.

## Droga do Białej
Pułk wszedł w skład Grupy Taktycznej gen. Pruszyńskiego z zadaniem wzięcia udziału w zajmowaniu Pomorza. W dniu 13 stycznia 1920 r. rozpoczął marsz koncentracyjny w kierunku Bielsk – Sierpc – Osiek – Brodnica. Dawną granicę niemiecką przekroczył 18 stycznia koło Brodnicy i osiągnął linię Łasin – Święte – Krotoszyn. Na linii tej pozostaje do 20 lutego spełniając powierzone mu obowiązki. Delegacja pułku z chorągwią, 10 lutego 1920 r, bierze udział w Pucku w uroczystościach objęcia Bałtyku przez Rzeczpospolitą Polską. Po wykonaniu zadań, z Jabłonowa 21 lutego, pułk został transportem kolejowym przebazowany do Warszawy, gdzie do 10 marca pełnił służbę garnizonową a następnie, pozostawiając mały oddział w mieście, został przesunięty w rejon Biała – Kozy – Hałcnów – Lipnik, wchodząc w skład Dywizji Górskiej.

## Pułk na wojnie z bolszewikami
Krótko trwał pobyt pułku w miejscu stałego zakwaterowania – 31 maja 1920 zostaje skierowany na front ukraiński (ówczesna nazwa) do dyspozycji dowódcy frontu gen. Listowskiego w sytuacji, w której armia Budionnego przełamała linię frontu między Samhorodkiem a Ozierną i Śnieżną. Pułk po osiągnięciu miasteczka Żmerynka otrzymał rozkaz natychmiastowego odejścia do Koziatyna i współuczestniczenia w jego obronie, gdyż leżał on na linii marszu oddziałów Budionnego. Ponieważ nieprzyjaciel zmienił kierunek marszu (na Żytomierz), dowódca 2. Brygady Górskiej płk Wacław Fara nakazał pułkowi 14 czerwca odwrót na linię rzeki Słucz, którą pododdziały osiągnęły 19 czerwca. Walki obronne na linii rzeki trwały do 25 czerwca po czym pułk, transportem kolejowym, został skierowany w rejon rzeki Ptycz do dyspozycji Frontu Poleskiego. Walki, o charakterze obrony lokalnej, w tym rejonie trwały do 10 lipca. Mimo wielokrotnych ataków nieprzyjaciela pułk nie tylko utrzymał zajmowane pozycje, ale wypadami hamował aktywność przeciwnika. Wobec niepomyślnej dla naszych wojsk sytuacji na południu i północy, rozkazem dowódcy Frontu Poleskiego, pułk rozpoczął odwrót w kierunku na Łuniniec. Został równocześnie podporządkowany 14. Dywizji Piechoty. W dniu 19 lipca skutecznie bronił stacji kolejowej Dziatłowicze, po czym kontynuował marsz w kierunku na Parochońsk, wchodząc w skład 1. Brygady Górskiej. Następnie 26 lipca walczył pod wsią Lachowicze a 6 sierpnia pod Kostomłotami, gdzie nie tylko odparł natarcie nieprzyjaciela, ale w kontrnatarciu odrzucił go za Bug. W ciągu dalszego odwrotu stacza walki w rejonie Kodeń – Radzyń – Borki – Serock – Firlej. Naczelny Wódz Marszałek Józef Piłsudski w dniu 14 sierpnia 1920 dokonał przeglądu pułku a trzy dni później ruszył on do zwycięskiej ofensywy. Przez Kock – Turczyn – Łuków – Krześlin - Jabłonnę – Gronne - Suraż – Choroszcz, 29 sierpnia, zajmując Sokółkę. W celu przygotowania ataku na Grodno wchodzi do Kuźnicy, biorąc do niewoli 490 jeńców i zdobywając znaczną ilość broni i amunicji. Walki o Grodno rozpoczęły się 20 września uderzeniem na Zaśpicze i Klimówkę. Grodna broniły trzy pułki piechoty sowieckiej i pomimo ogromnej determinacji polskich żołnierzy nie udało się wejść do miasta, wobec czego pododdziały 2. Brygady Górskiej zostały przegrupowane a pułk natarł na Bobiki – Odelsk, który zajął 23 września. Następnie uderzył na Indurę i po czterodniowych walkach oraz dwukrotnym ataku na bagnety zajął miasteczko, po czym rozpoczął marsz pościgowy. Pod Komotowem przeprawił się przez Niemen i wespół z 4. pułkiem Strzelców Podhalańskich stoczył pod Obuchowiczami ciężkie walki z przeważającymi siłami wroga, cofającymi się z Grodna. W pościgu za nieprzyjacielem, przez: Kotrę – Szczuczyn – Piaskowce – Walewkę – Dołmatowszczyznę – Suchowicze – Lidę – Oszmianę stanął w miejscowości Szupran, gdzie z chwilą zawieszenia broni objął służbę graniczną z zadaniem ochrony linii kolejowej Soły – Mołodeczno. Pozostał w tej służbie do 24 listopada 1920.
1 grudnia 1920 wrócił w rejon miast Bielsko i Biała i do 1 lipca 1922 pełnił służbę ochrony granicy górnośląskiej.
W dniu 2 lipca 1922 został przeniesiony na Górny Śląsk do Rybnik (po oficjalnym włączeniu miasta do Polski) i pozostał tam do 17 sierpnia 1922.
Z archiwum pułku (pisownia oryginalna):
- 6 sierpnia 1920. Dowódca I-szej Brygady Górskiej pułk. Wróblewski.

Z dniem dzisiejszym wychodzi 3. pułk strzelców podhalańskich wraz z baterją 8./11. pułku artylerji polowej ze składu I-szej Brygady Górskiej. Przy tej sposobności uważam za swój obowiązek wyrazić tym oddziałom za ich dzielną postawę bojową i osiągnięte sukcesy – moje uznanie i pochwałę w imieniu służby Ojczystej. 3. pułk strzelców podhalańskich osiągnął swoim świetnym kontratakiem na Kostomłoty i linię Bugu w dniu 6 b.m. piekne zwycięstwo, którem przyczynił się do pomnożenia sławy oręża podhalańskiego. Dowódcy tego pułku ppułk. Oknińskiemu za prowadzenie, wszystkim oficerom i szeregowym za rozmach i zaciętą odwagę, z jaką nieprzyjaciela odrzucili, przepędzając go w pościgu poza rzekę Bug, będzie świadomość spełnionego czynu najpiękniejszą nagrodą. W chwili, gdy słowa te piszę, zwycięstwo utraciło pozornie swoją wartość – ogólna sytuacja wymagała opuszczenia linji zdobytej, tak świetnie utrzymanej. Lecz w historji nic nie ginie. Czyn ten, zapisany w dziejach obecnej wojny, okaże jeszcze kiedyś, jakie posiadał znaczenie – krew w Ojczystej przelana sprawie, nie idzie na marne.

- 24 września 1920. Dowódca II-giej Brygady Górskiej pułk. Fara.

Zajęcie Indury po czterodniowych ciężkich walkach, które były prowadzone bez przerwy przez cztery dni, uwieńczyło pierwszą fazę naszych walk. Towarzysze broni, Podhalanie i kanonierzy 3./11. pułku artylerji polowej, w tych dniach chwały złożyliście niebywałą odwagą, zaciętością, pogardą śmierci, dowody, że Dywizja podhalańska umie krwią i bagnetem kuć granice Rzeczypospolitej Polskiej. Dumny jestem, że stoję na czele oficerów i żołnierzy tak dzielnych i wytrwałych. W imieniu służby dziękuję Wam za waleczne czyny. Poległym bohaterom: „Cześć!”

Na cmentarzu w Sokółce (województwo podlaskie) w kwaterze wojennej zostali pochowani żołnierze pułku polegli we wrześniu 1920. Znajdują się tam groby Józefa (Kazimierza) Burego, Daniela Janczaka, strz. Jana Dulbana (Dulbada), Jana Janczyka, plut. Tadeusza Masłowskiego, strz. Józefa Olszewskiego, strz. Jana Pilczara, strz. Władysława Ryłko, Józefa Stachełka, strz. Romana Wypycha.

### Mapy walk pułku

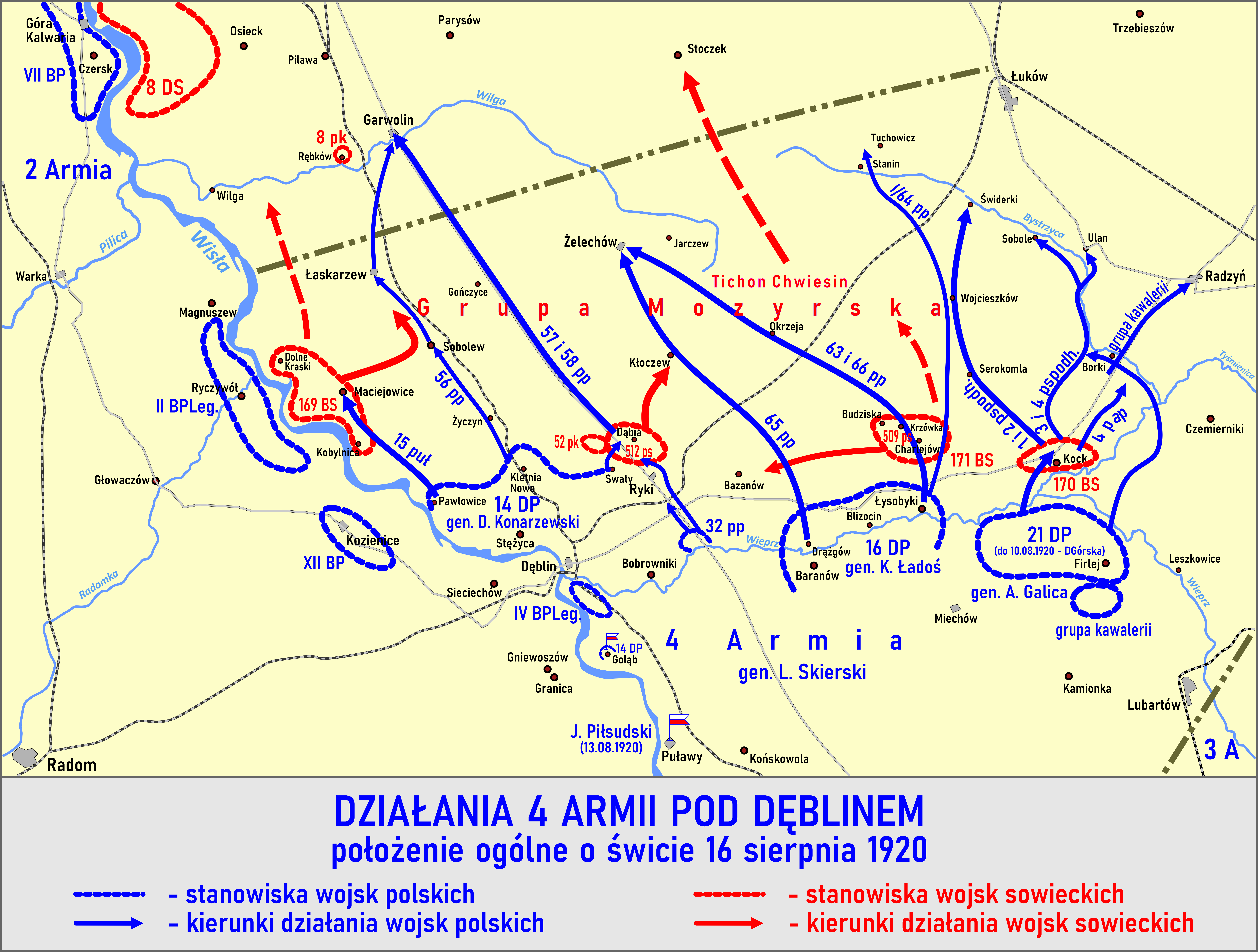
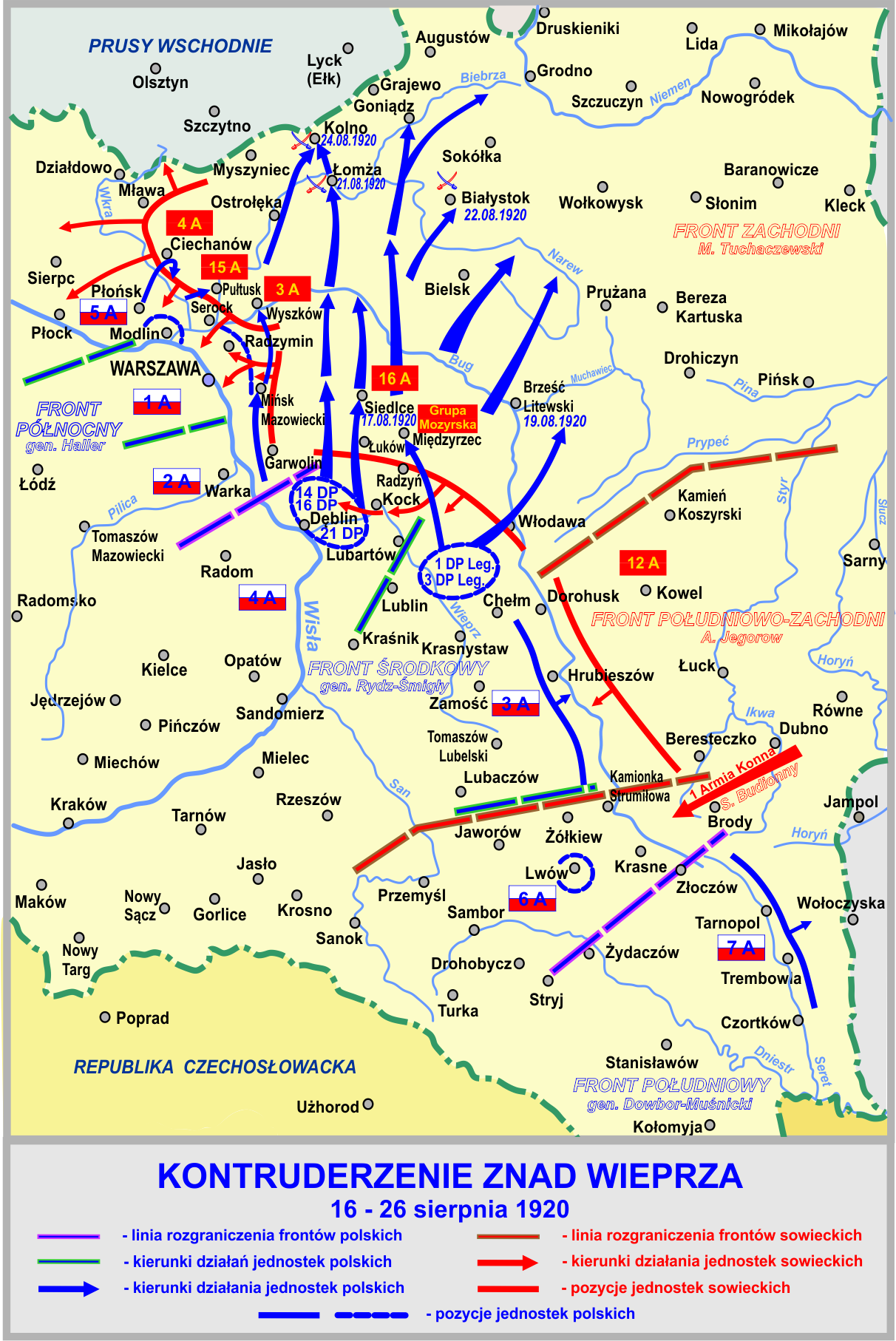
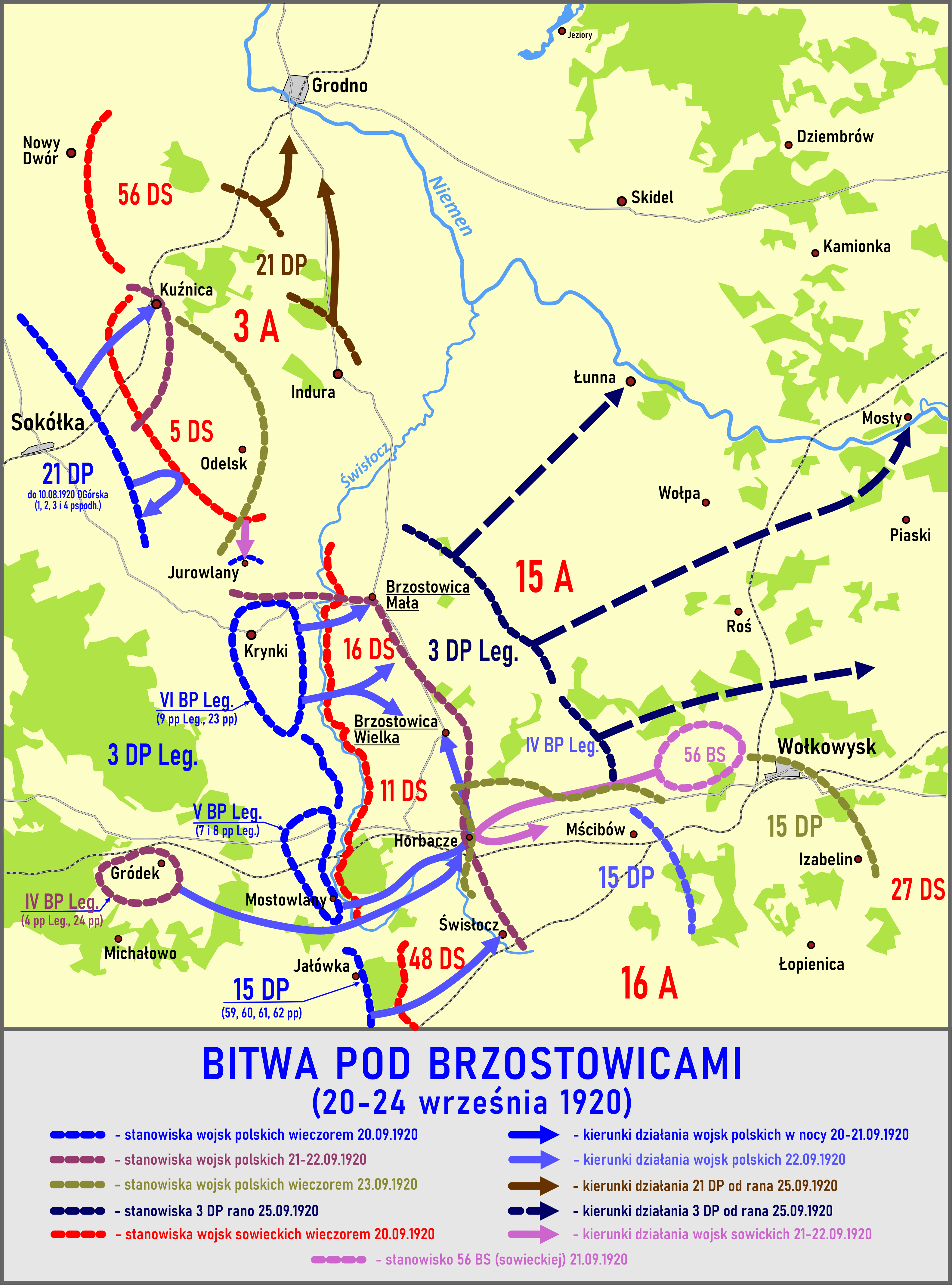
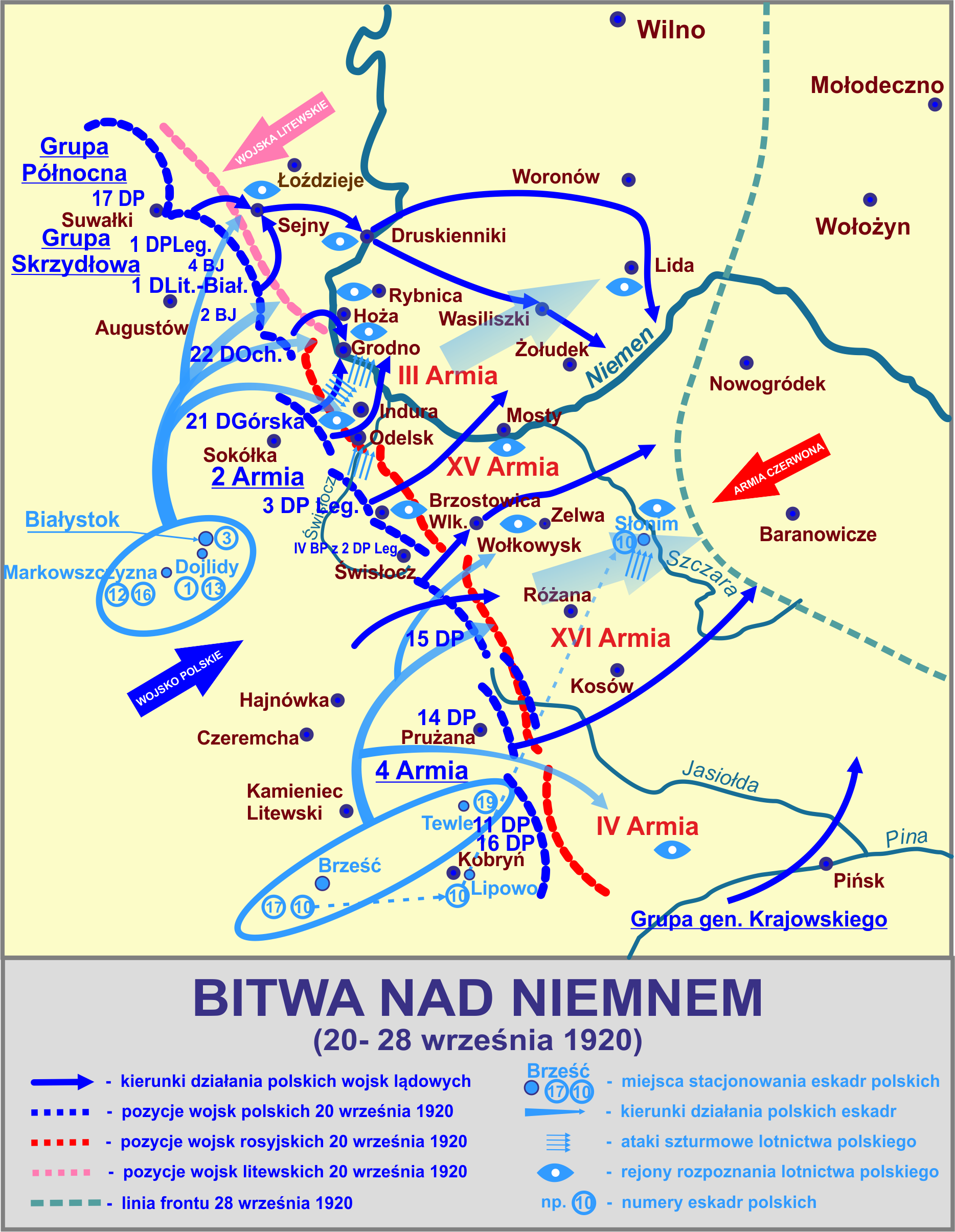

### Kawalerowie Virtuti Militari
| Żołnierze pułku odznaczeni Krzyżem Srebrnym Orderu Wojskowego Virtuti Militari | Żołnierze pułku odznaczeni Krzyżem Srebrnym Orderu Wojskowego Virtuti Militari | Żołnierze pułku odznaczeni Krzyżem Srebrnym Orderu Wojskowego Virtuti Militari |
| ------------------------------------------------------------------------------ | ------------------------------------------------------------------------------ | ------------------------------------------------------------------------------ |
| sierż. Józef Adamczak                                                          | chor. ˞˞Stanisław Bogusz                                                       | ppor. Władysław Cieślewicz †26 VII 1920 Lachowicze                             |
| kpr. Józef Fijak                                                               | kpr. Jan Furczyk                                                               | por. Antoni Kajetanowicz                                                       |
| por. Julian Kołodziejak                                                        | plut. Jan Kosiorowski                                                          | por. Jan Lipczewski †26 VII 1920 Lachowicze                                    |
| strz. Stanisław Nadziejewski                                                   | strz. Adam Nowak                                                               | kpt. Piotr Ojrzanowski                                                         |
| ppłk Ludwik Okniński                                                           | strz. Franciszek Pająk †24 IX 1920 Indura                                      | por. Stanisław Partyka                                                         |
| por. podlek. Ferdynand Pawłowski                                               | kpr. Władysław Józef Rak †24 IX 1920 Indura                                    | sierż. Józef Rams                                                              |
| kpr. Wojciech Rutyna                                                           | ppor. Julian Richter                                                           | kpt. Józef Marek Ryszka                                                        |
| mjr Stanisław Skórski                                                          | ś.p. strz. Jan Stangret                                                        | kpr. Antoni Szewc                                                              |
| kpr. Stanisław Szymański †8 IX 1920 Malewicze                                  | por. Oswald Unger                                                              | st. strz. Jan Wajzner                                                          |
| ppor. Witold Wolfram                                                           | sierż. Kazimierz Wójtowicz                                                     | por. Zenon Wzacny                                                              |

## Pułk w okresie pokoju

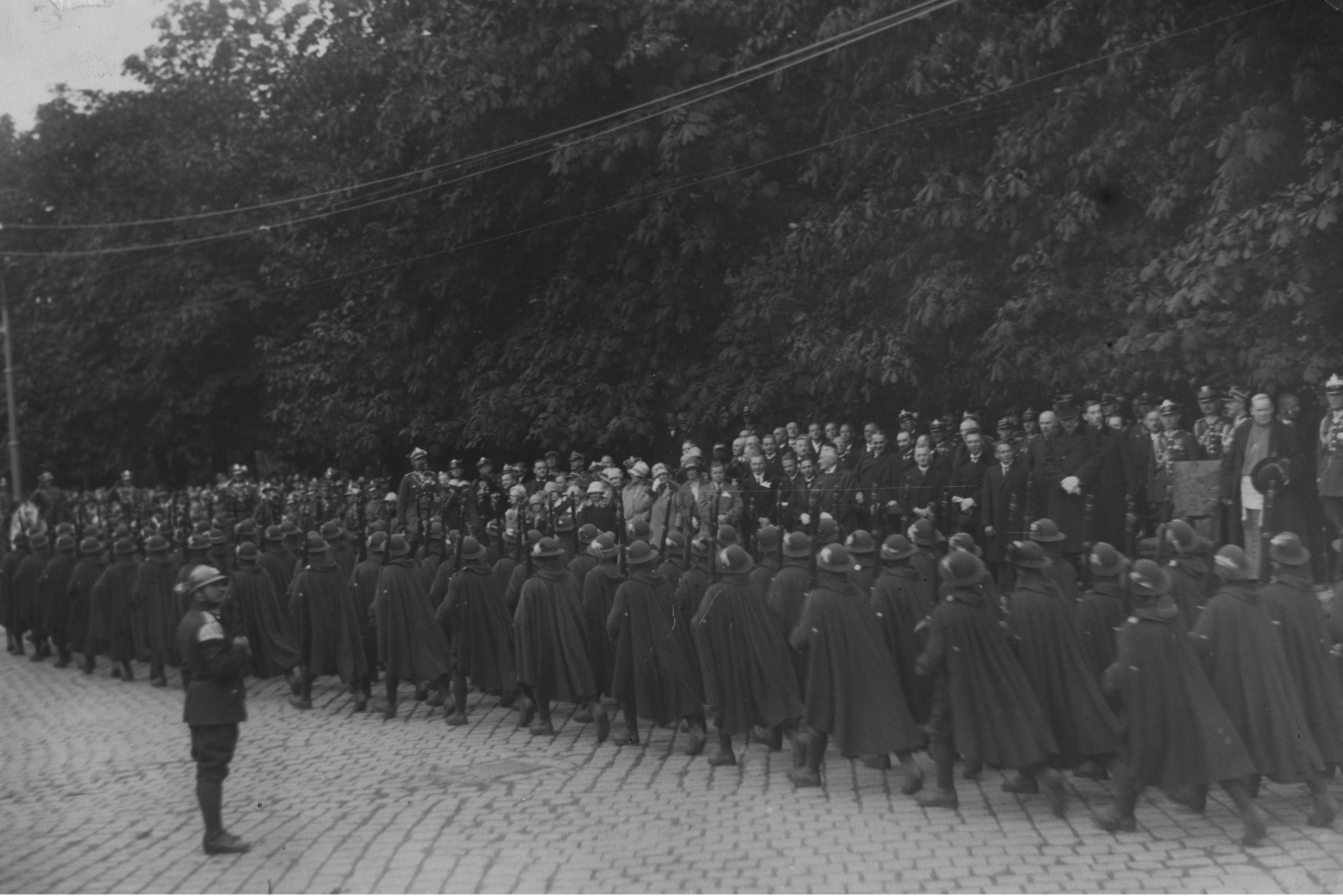
Wręczenie sztandaru 3 pspodh. w Bielsku - defilada; październik 1927 r.

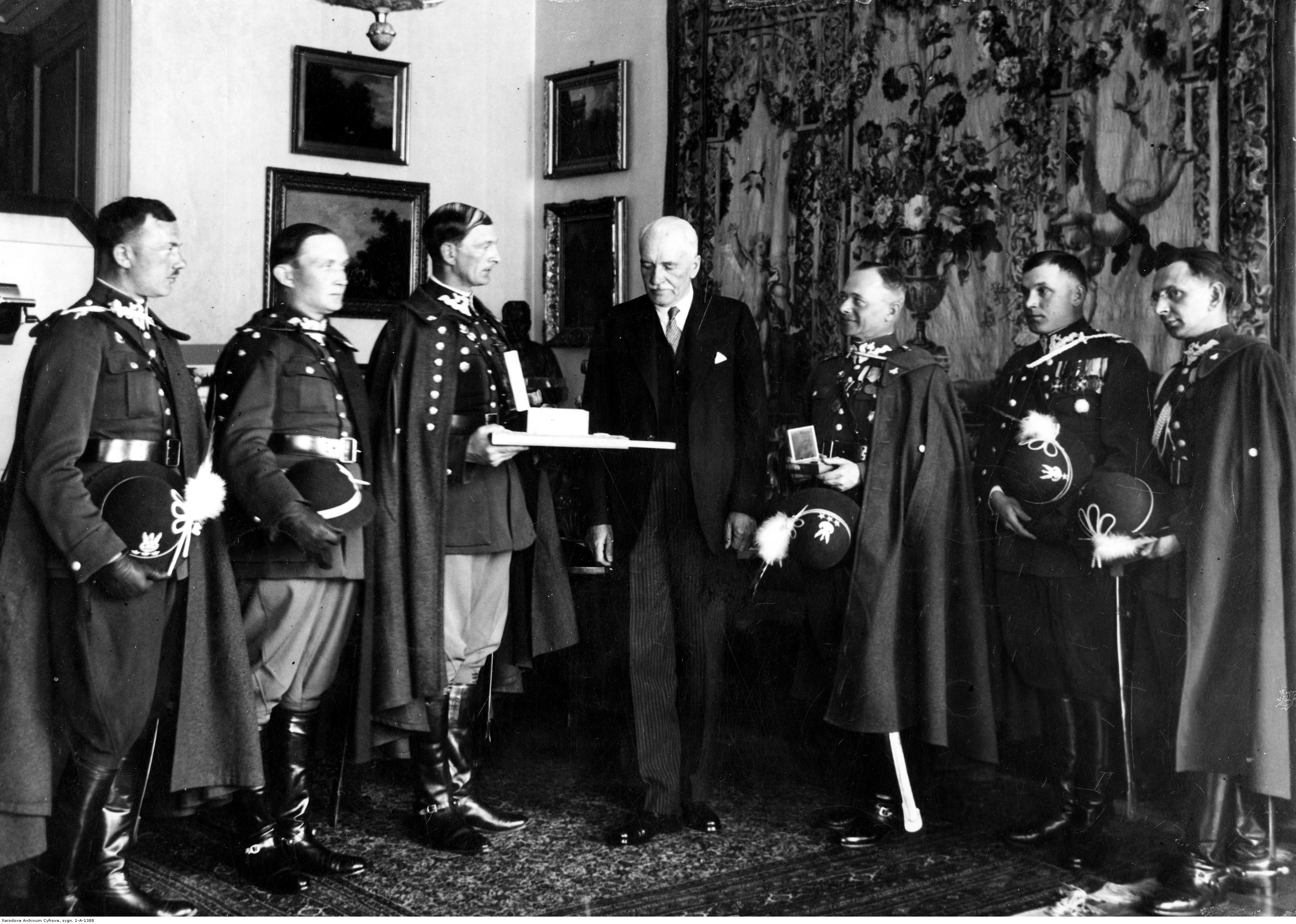
Delegacje 1 i 3 pspodh. u prezydenta RP Ignacego Mościckiego; 5 maja 1933 r.

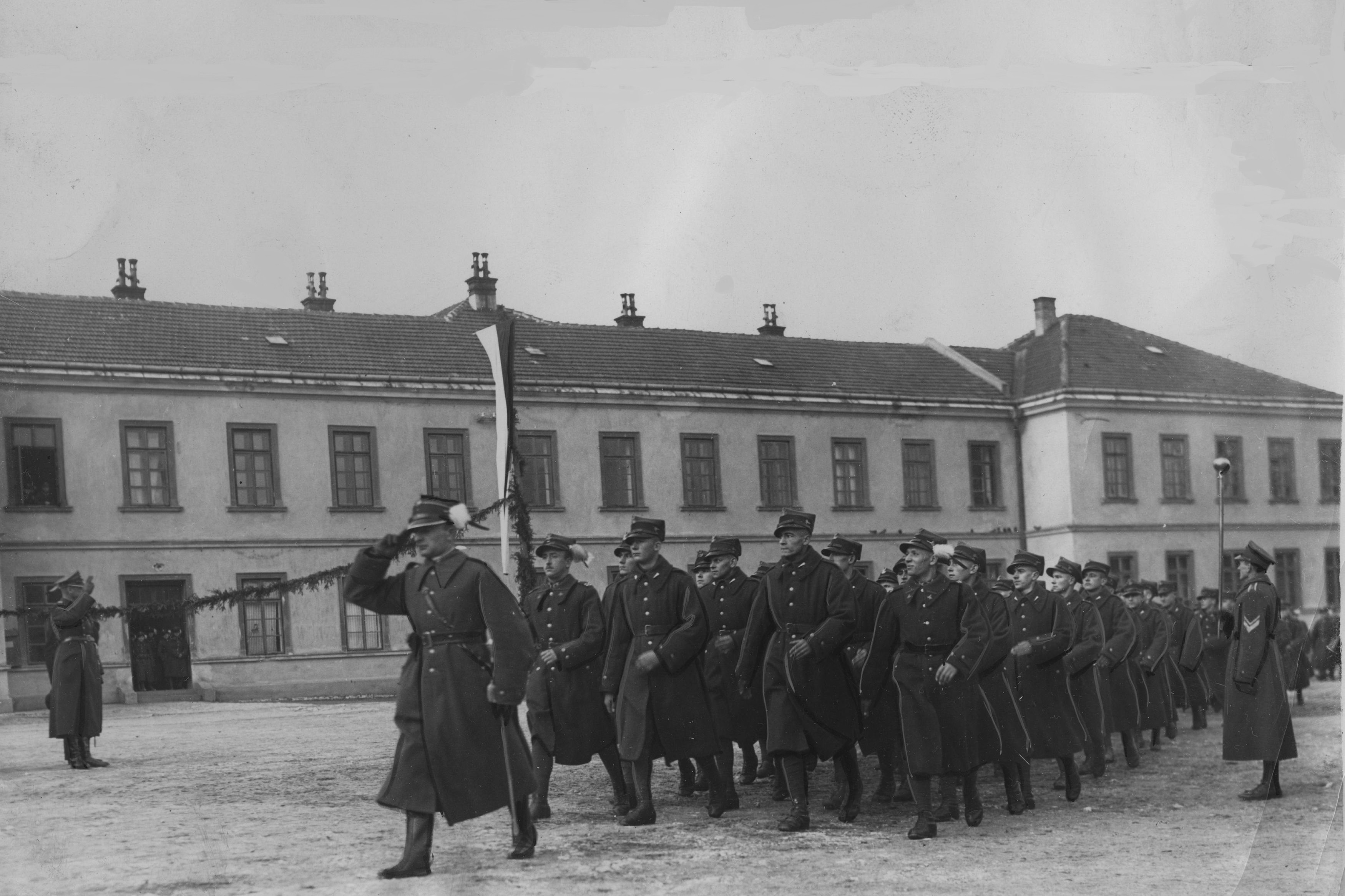
Zaciąg ochotniczy do 3 pspodh. w Woli Justowskiej; 1937 r.

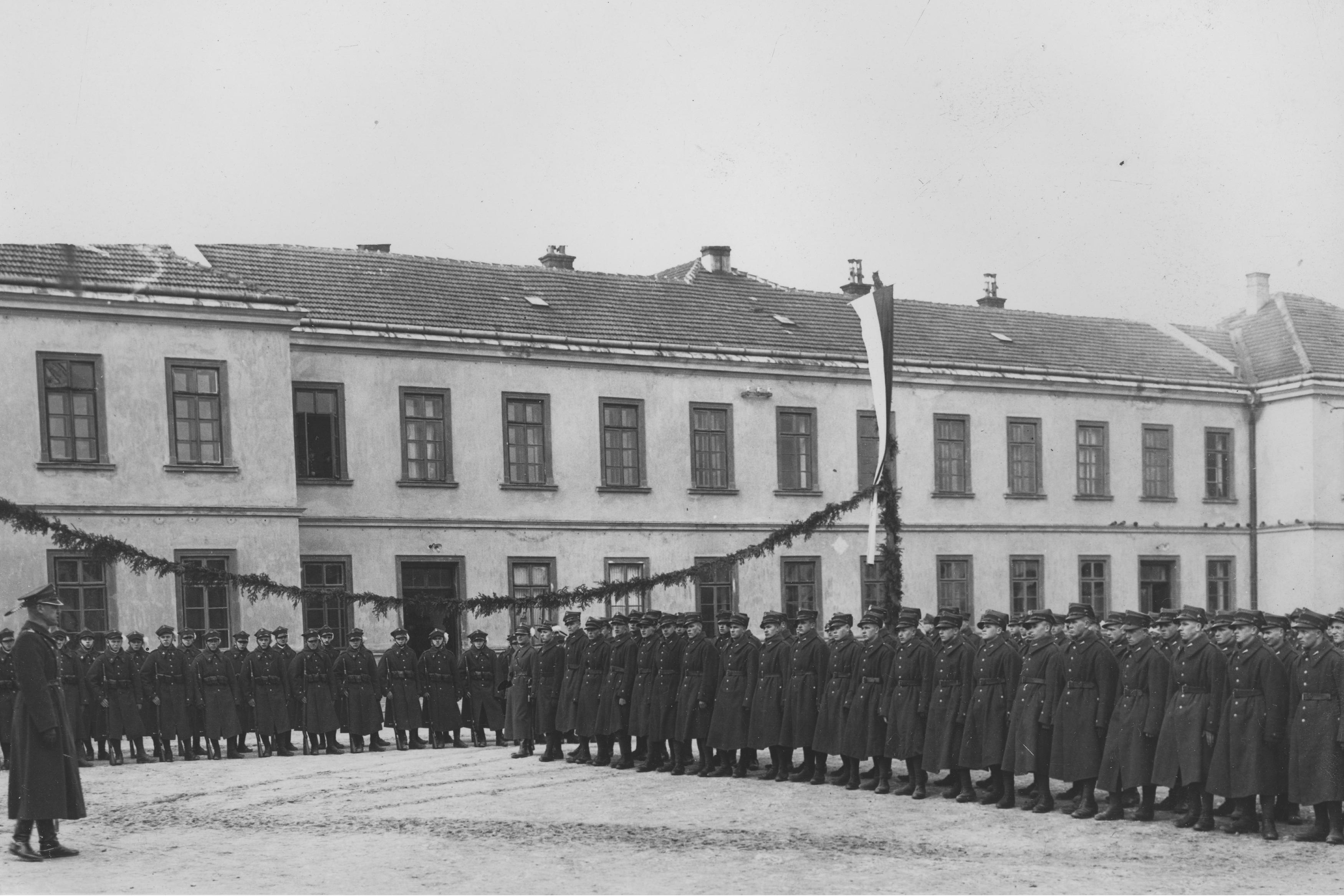
Zaciąg ochotniczy do 3 pspodh. w Woli Justowskiej - rekruci; styczeń 1937 r.

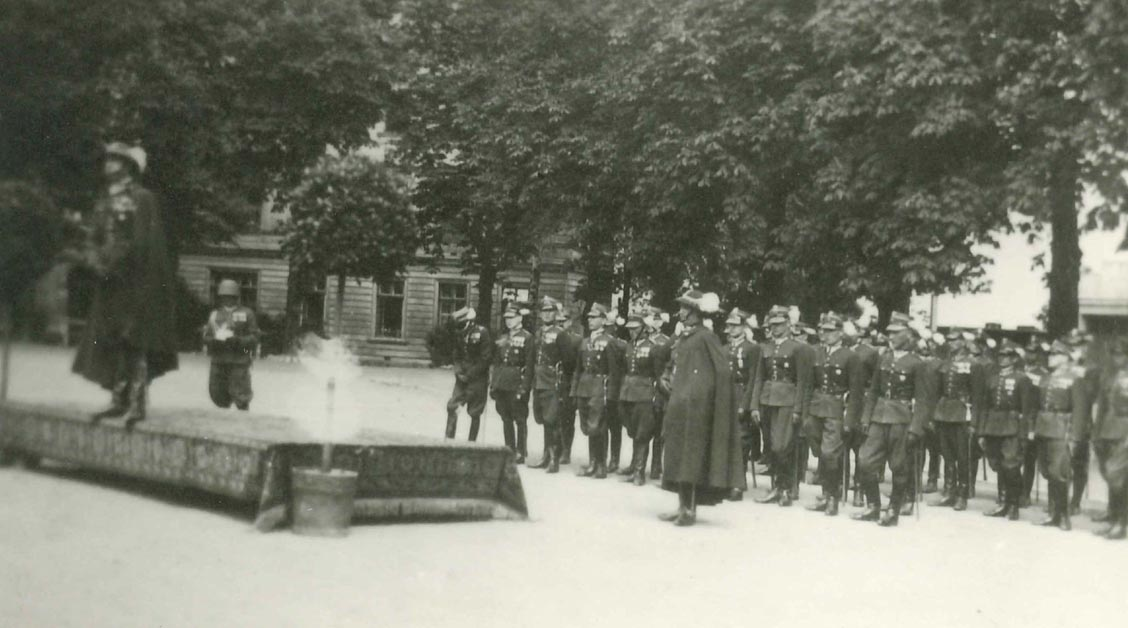
Bielsko (czerwiec 1938 r.) – przekazanie obowiązków dowódcy 3 pspodh. Przemawia płk Józef Giza, na prawo od podestu stoi (w pelerynie) ppłk Julian Czubryt.

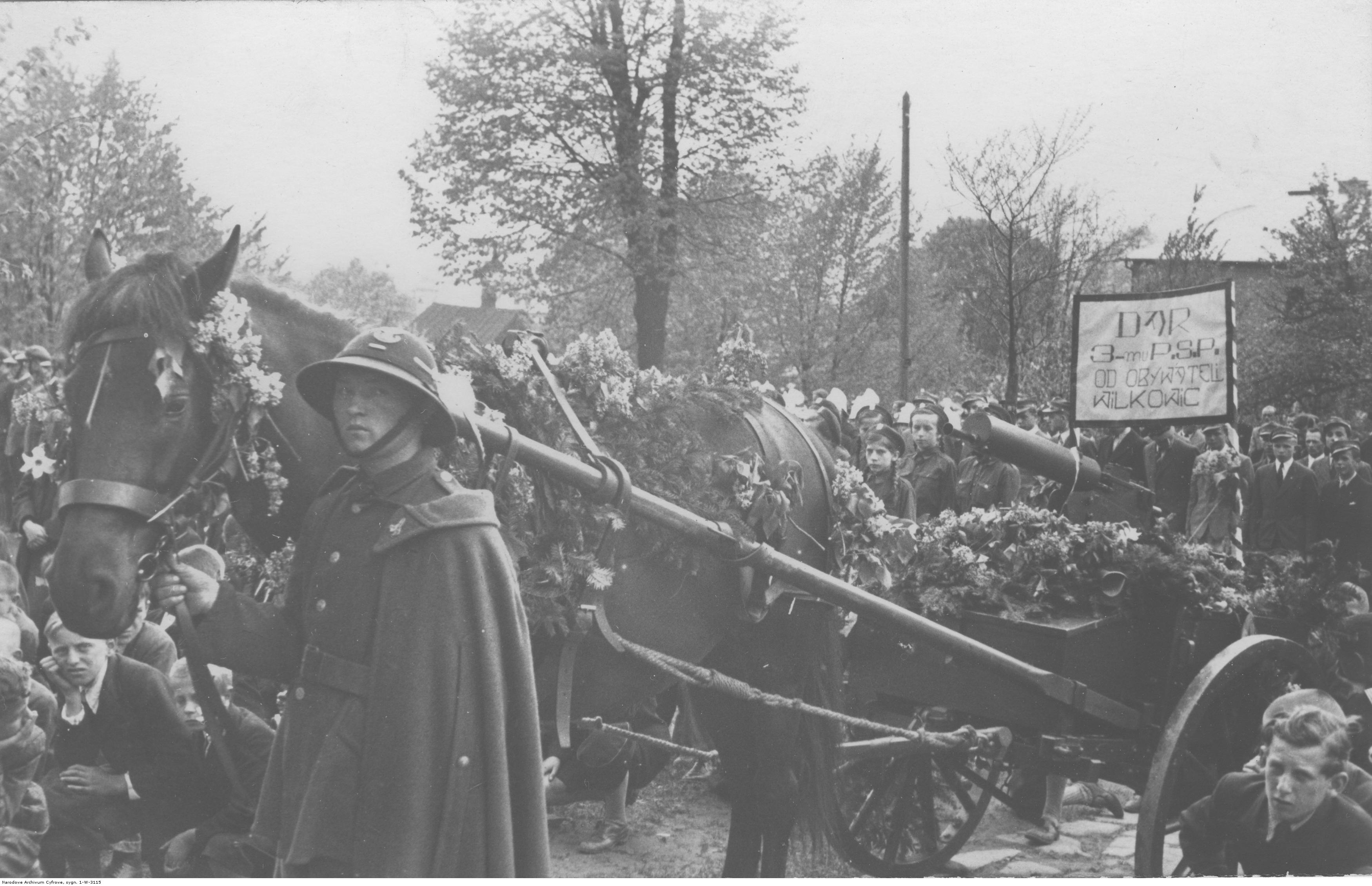
Przekazanie 3 pspodh. trzech ckm przez ludność Wilkowic

19 maja 1927 roku Minister Spraw Wojskowych marszałek Polski Józef Piłsudski ustalił i zatwierdził dzień 21 kwietnia, jako datę święta pułkowego. Pułk obchodził swoje święto w rocznicę utworzenia 2 pułku instrukcyjnego grenadierów-woltyżerów na ziemi francuskiej w roku 1919.
Obsada personalna i struktura organizacyjna w marcu 1939 roku:
- dowódca pułku – ppłk Julian Czubryt
- I zastępca dowódcy pułku – ppłk dypl. Franciszek Gwizdak
- adiutant – kpt. Leon Franciszek Firczyk
- starszy lekarz – kpt. dr Leon Kehle
- młodszy lekarz – vacat
- II zastępca dowódcy pułku (kwatermistrz) – mjr Wacław Dobkiewicz
- oficer mobilizacyjny – kpt. Albin Nowobilski
- z-ca oficera mobilizacyjnego – kpt. Józef Marian Adam Michorecki
- oficer administracyjno-materiałowy – kpt. adm. (piech.) Michał Ziemiański
- oficer gospodarczy – kpt. int. Alfred Bernard Farny
- oficer żywnościowy – chor. Wojciech Kędzierski
- dowódca kompanii gospodarczej i oficer taborowy – kpt. tab. Michał Wiktor Noworytowski
- kapelmistrz – ppor. rez. pdsc. Eugeniusz Jerzy Niwiński
- dowódca plutonu łączności – por. Józef Cyryl Badach
- dowódca plutonu pionierów – por. Franciszek Ulrych
- dowódca plutonu artylerii piechoty – kpt. art. Józef Stanisław Chwastek
- dowódca plutonu ppanc. – ppor. Bolesław Kazimierz Czerwiński
- dowódca oddziału zwiadu – por. Mieczysław Wojciech Stanisław Klich

I batalion
- dowódca batalionu – mjr Marian Edward Lasocki
- dowódca 1 kompanii – mjr Stefan Edmund Cerkaski
- dowódca plutonu – ppor. Witold Rynkiewicz
- dowódca 2 kompanii – por. Stefan Byczyk
- dowódca 3 kompanii – kpt. Józef Żurek
- dowódca plutonu – ppor. Zygmunt Pluta
- dowódca plutonu – ppor. Wiktor Władysław Franek
- dowódca I kompanii km – por. Józef Serafin
- dowódca plutonu – ppor. Stanisław Piątek

II batalion
- dowódca batalionu – mjr Mieczysław Juliusz Niemiec
- dowódca 4 kompanii – kpt. Stanisław Mieczysław Jerzy Więckowski
- dowódca plutonu – ppor. Jan Kubik
- dowódca plutonu – ppor. Stanisław Wilhelm Niemiec
- dowódca 5 kompanii – kpt. Wilhelm Lucjan Kahanek
- dowódca plutonu – ppor. Stanisław Józef Grabiński
- dowódca 6 kompanii – kpt. Stanisław Krach
- dowódca plutonu – ppor. Jerzy Leon Emil Bernatzik
- dowódca 2 kompanii km – por. Władysław Józef Kwarciński

III batalion
- dowódca batalionu – mjr Tadeusz Marian Kochanowicz
- adiutant – por. Wacław Walas
- pomocnik dowódcy batalionu ds. gospodarczych – kpt. Jan Marian Homa
- lekarz baonu – ppor. lek. Piotr Stanisław Makaruk
- dowódca 7 kompanii – kpt. Aleksander Michalczuk
- dowódca plutonu – por. Stanisław Namysłowski
- dowódca plutonu – ppor. Karol Michał Zawistowski
- dowódca 8 kompanii – por. Stefan Bronisław Szymański
- dowódca plutonu – por. Stefan Józef Buciewicz
- dowódca 9 kompanii – kpt. Tadeusz Józef Horoszkiewicz
- dowódca plutonu – ppor. Zenon Rychłowski
- dowódca 3 kompanii km – por. Karol Kędzior
- dowódca plutonu – ppor. Franciszek Marian Rafał Szczerbiński
- na kursie – kpt. Edmund Tomasz Kozłowski
- na kursie – por. Bronisław Czaja

Dywizyjny Kurs Dla Podoficerów Nadterminowych 21 DP
- dowódca – kpt. Julian Szczerbaniewicz
- dowódca plutonu – ppor. Władysław Włudyka
- dowódca plutonu – ppor. Michał Jakub Weber

## 3 pspodh. w kampanii wrześniowej
Od kwietnia 1939 roku na przedpolach Bielska przystąpiono do budowy umocnień polowych, które miały zostać obsadzone przez 3 pułk strzelców podhalańskich. W budowie schronów i innych umocnień polowych, w tym rów przeciwczołgowy, zapory ppanc. grupy min, zasieków z drutu kolczastego uczestniczyli aktywne żołnierze służby zasadniczej i rezerwiści powoływani na ćwiczenia.

### Mobilizacja
Od 24 do 26 sierpnia 1939 roku w ramach niejawnej mobilizacji alarmowej w garnizonie Bielsko został sformowany 3 pułk strzelców podhalańskich, a dodatkowo znaczną liczba innych jednostek, w których wykorzystano kadrę pułku:
- dwie kompanie km plot. typu "B" nr 55 i typu "A" nr 11,
- dwa plutony artylerii pozycyjnej typ II nr 53 i 54,
- batalion piechoty typ spec. nr 50 (z baonu ON "Bielsko") w organizacji wojennej I/202 pp rez.,
- dowództwo i oddz. pułkowe 202 pp rez. (z dowództwa Śląsko-Cieszyńskiej Półbrygady ON),
- kompania asystencyjna nr 152,
- batalion marszowy 3 psp

w garnizonie Oświęcim:
- batalion piechoty typ spec. nr 52 (z baonu ON Oświęcim) w organizacji wojennej II/203 pp rez.,
- kompania asystencyjna nr 211.

### Działania bojowe

#### W walce granicznej
3 pułk strzelców podhalańskich działając w składzie macierzystej 21 Dywizji Piechoty Górskiej, obsadził odcinek od szosy Komorowice-Rudzica, poprzez miejscowość Komorowice przez umocnione wzg. 388 miejscowość Stare Bielsko do szosy Bielsko-Cieszyn. Rubież obrony obsadziły I i II batalion pułku oraz I batalion 202 pułku piechoty rez. III batalion stacjonujący w garnizonie Bogumin stanowił Oddział Wydzielony, który miał za zadanie opóźniać nieprzyjaciela od Jastrzębia Zdroju, przez Pawłowice na Pszczynę. W dniu 1 września III batalion z uwagi na przekroczenie granicy przez wojska niemieckie dokonał wspólnie z placówkami Straży Granicznej zniszczenia i wycofał się osiągając wieczorem Drogomyśl. Zgrupowanie dowódcy 3 pspodh. ppłk J. Czubryta 1 i 2 września nie nawiązało styczności bojowej z nieprzyjacielem. Wieczorem oba bataliony ściągnięto z linii obronnych celem wykonania kontrataku na niemieckie zgrupowanie pod Pszczyną. Na rozkaz dowódcy 21 DPG gen. bryg. Józefa Kustronia zmieniono rozkaz i 3 pułk podhalański pomaszerował na linię Soły pod Kętami. Dopiero 3 września rano z Komorowic III batalion pułku rozpoczął marsz na linię Soły likwidując po drodze przejawy dywersji. Po chwilowym odpoczynku 3 pspodh. podjął dalszy marsz do miejscowości Wieprz, gdzie skoncentrowano całą jednostkę z wyjątkiem zapóźnionego III batalionu.

#### W odwrocie
Następnie Podhalanie 3 pułku wieczorem dotarli do Tomic nad Skawą zajmując nad nią obronę. III batalion w tym czasie dotarł do Witanowic, odpoczywając do rana 4 września. W trakcie dalszego odwrotu z linii Skawy rano 4 września pułk był bombardowany przez lotnictwo wroga. W godzinach wieczornych cały pułk osiągnął rejon rzeki Skawiny i zajęły obronę III batalionem na wzg. Wyczyszczek (347)-Radziszów, I batalion na odcinku Radziszów-Działy, a II batalion jako odwód w miejscowości Buków, dowódca pułku z pododdziałami pułkowymi za m. Buków. 5 września 3 pspodh. osłaniał walczące o wzgórza Mogilany pozostałe pułki 21 DPG, tocząc potyczki z patrolami wroga. Tego dnia wcielono do pułku jego batalion marszowy dowodzony przez kpt. Jana Homę, rozdzielając jego stan do poszczególnych pododdziałów. Wieczorem 3 pułk podhalański na rozkaz dowódcy dywizji podjął marsz w kierunku na Bochnię wraz z III dywizjonem 21 pułku artylerii lekkiej, mając III batalion w straży tylnej. W trakcie marszu doszło do starć z niemieckimi patrolami zmotoryzowanymi przeskrzydlającymi maszerujący pułk. 6 września rano 3 pspodh. zajął pozycje obronne w rejonie Szarów-Kłaj-Targowisko. Przez pozycje pułku przeszły częściowo rozproszone po boju spotkaniowym z niemiecką 2 DPanc. pozostałe pułki 21 DPG tj. 21 pal, 4 pułk strzelców podhalańskich i 202 pp rez. Maszerujący w straży tylnej III batalion przemieścił się nocą 6/7 września przez Kłaj i do godz. 16.00, 7 września osiągnął rejon lasu pod miejscowością Czernawa. Większość sił pułku nocą 6/7 września podjęło marsz w kierunku Woli Radłowskiej osiągając o świcie 7 września rzekę Rabę pod Gawłowem, późnym popołudniem jednostka osiągnęła lasy w pobliżu Woli Radłowskiej.

#### W boju nad Dunajcem
Wieczorem 7 września III batalion podjął dalszy marsz do linii Dunajca. Z jednostek pułku w trakcie forsownych marszów ubyło wielu żołnierzy, którzy nie wytrzymali tempa. W godzinach nocnych 3 pułk podhalański podjął dalszy marsz do przeprawy na Dunajcu w Biskupicach Radłowskich. Do pułku dołączył III batalion 4 pspodh. oraz część 20 pułku piechoty. W Biskupicach Radłowskich przebywały pododdziały niemieckie w tym czołgi. O świcie 8 września 3 pspodh. przystąpił do natarcia na miejscowość i częściowo zniszczony most siłami I i II bataliony i część 20 pp, celem otwarcia drogi pozostałym jednostkom, rannym i licznym taborom. Pierwsze natarcie załamało się w ogniu nieprzyjacielskiej broni maszynowej, po zniszczeniu kilku czołgów i stanowisk broni maszynowej przez armaty kompanii ppanc. i pluton artylerii piechoty 20 pp, wznowione natarcie I, II batalionu i części 20 pp pozwoliło na opanowanie przepraw i Biskupic. Przez bród przeprawiły się tabory i artyleria, a po częściach mostu pododdziały piechoty. Jako osłonę ewakuacji rannych i przedmościa wyznaczono wzmocnioną 3 kompanię strzelców, o godz. 11.30 niemieckie natarcie czołgów i piechoty zmotoryzowanej wyparło kompanię z Biskupic. Do ponownego odzyskania Biskupic została wyznaczona wzmocniona 4 kompania strzelecka, która dotychczas nie brała udziału w walce. O godz. 14.00 po zniszczeniu kilku czołgów przez działa ppanc. szturmem na bagnety Biskupice zostały zdobyte. W boju o przeprawy poległo ok. 200 żołnierzy z tego większość z 3 pułku strzelców podhalańskich. W godzinach popołudniowych 8 września pułk przeprawił się przez Dunajec i podjął marsz w kierunku Szczucina mając w straży przedniej III batalion, a tylnej 3 i 4 kompanie strzeleckie. W rejonie wsi Bolesław w pobliżu Wisły 8 kompania strzelecka przy wsparciu armat ppanc. i plutonu artylerii piechoty zniszczyła 4 pojazdy pancerne i odrzuciła wroga otwierając drogę własnym pododdziałom.

#### Bój pod Oleszycami
W dalszym odwrocie do zgrupowania 3 pspodh. ppłk J. Czubrta dołączyły też inne pododdziały, w tym batalion III/4pspodh., dywizjon II/21 pal i bateria 7/65 pułku artylerii lekkiej. Jednocześnie od pułku odłączyła się 3 kompania strzelecka kpt. Jaeschke idąc w straży tylnej, zbierała rozbitków z pułku i po osiągnięciu Szczucina pomaszerował do Niska i Tarnobrzega. Z rozbitków pomiędzy 9, a 13 września utworzono dodatkową zbiorczą kompanię Podhalan. Oddział kpt. Jaeschke współdziałał z batalionem I/4 psp. 13 września stoczył walkę ze zmotoryzowanym podjazdem niemieckim, a następnie wszedł w skład zgrupowania 21 DPG gen. Kustronia. 14 września dołączył do oddziału zbiorczego kpt. Żurka (kwatermistrza 3 pspodh.). Następnie wziął udział w walkach pod Oleszycami 15 i 16 września. Z pozostałościami 3 kompanii strzeleckiej po przeprawie przez rzekę Tanew kpt. Jaeschke dołączył 18 września w rejonie Zwierzyńca i Krasnobrodu do macierzystego 3 pspodh.
9 września w obronie Kolbuszowej brali udział żołnierze 3 pułku Podhalan, byli to żołnierze którzy nie wytrzymali tempa marszu, lub z innych przyczyn znaleźli się poza zorganizowanymi szeregami pułku. Wielu z nich tu poległo. 9 września 1939 roku w Ulanowie kwatermistrz 3 pspodh. kpt. J. Żurek zorganizował z rozbitków i luźnych grup żołnierzy oddział różnych oddziałów 21 DPG, batalion zbiorczy 3 pułku strzelców podhalańskich, batalion ten 10 września organizował się w Kuryłówce. Walczył w zgrupowaniu 21 DPG pod Oleszycami i tam 16 września wraz z kpt. Żurkiem dostał się do niewoli. Sztab 21 DPG utracił kontakt ze zgrupowaniem 3 pułku strzelców podhalańskich, które podjęło marsz w kierunku Tarnobrzega, rano 9 września minął Szczucin, a nocą 9/10 września przeprawił się przez Wisłokę pod Borową zatrzymał się na odpoczynek w Krzemienicach. Dalszy marsz został podjęty przez pułk w południe 10 września w rejonie Padew-Baranów I batalion został zbombardowany przez lotnictwo niemieckie ponosząc straty. 10 września wieczorem pułk zajął rejon Tarnobrzega, a od świtu 11 września w dalszym marszu przez Stalową Wolę, Nisko przekroczył San doszedł do miejscowości Zdziary, był bombardowany przez lotnictwo wroga.

#### Na Lubelszczyźnie
12 września odłączono od zgrupowania batalion III/4 pspodh., tego dnia jak i 13 września 3 pułk Podhalan maszerował do Janowa Lubelskiego, osiągając go wieczorem, a następnego dnia maszerując przez Frampol dotarł do miasta Biłgoraj. W miejscu postoju kontakt z pułkiem nawiązali oficerowie sztabu 21 DPG, następnego dnia po wypoczynku pułk wykonał marsz w kierunku ugrupowania macierzystej dywizji dochodząc do rzeki Tanew, zluzował własnym II batalionem kpt. S. Kracha, batalion I/4 pspodh. broniącego dotychczas przeprawy pod Księżopolem. Reszta pułk wypoczywała i reorganizowała się w Majdanie Nowym. Tego dnia dołączył do pułku oddział nadwyżek mobilizacyjnych 3 psp z Bielska dowodzonych przez por. S. Byczyka. Pozwoliło to uzupełnić pododdziały pułku do niemal 100%. 14 i 15 września dołączyły wcześniej zagubione tabory i kuchnie polowe. Również 14 września podporządkowano ppłk J. Czubrytowi batalion I/54 pułku piechoty mjr K. Durki i pluton artylerii piechoty z tego pułku. 15 września na wysuniętą w rejon Księżopola na 2 km od rzeki wzmocnioną 4 kompanię strzelecką przeprowadziła natarcie niemiecka piechota zmotoryzowana wsparta samochodami pancernymi i artylerią. Po 3 godzinnej walce 4 kompania wsparta ogniem dwóch dywizjonów artylerii utrzymała swoje pozycje, dodatkowo niszcząc całkowicie rozpoznawczy pododdział kawalerii wroga. W trakcie pobytu nad Tanwią 3 psp podlegał dowódcom Krakowskiej Brygady Kawalerii, a następnie 55 DP rez.

#### Udział w bitwie pod Tomaszowem Lubelskim
Po zluzowaniu przez 201 pułk piechoty rez. 16/17 września o północy Podhalanie pomaszerowali w kierunku Tomaszowa Lubelskiego, osiągając w południe 17 września miejscowość Tereszpol. Następnie po osiągnięciu folwarku Szozdy i wsi Florianka pułk zajął pozycje w gotowości do obrony, został tam zbombardowany przez lotnictwo wroga. Następny marsz zgrupowanie 3 pspodh. wykonało do lasów w rejonie Łuszczowa. Tam po oddaniu przydzielonych oddziałów i wydzieleniu III batalionu do odwodu 55 Dywizji Piechoty rez. 19 września o godz. 10.30 3 pułk podhalański rozpoczął natarcie na pozycje nieprzyjaciela w miejscowości Łasochy i Ulów. Bez wsparcia artylerii, natarcie pułku zaległo, w tym czasie niemieckie natarcie rozbiło osłaniający tyły 3 pułku, oddziały 4 pspodh. zostały rozbite, co spowodowało odcięcie pododdziałów tyłowych i prawego skrzydła pułku. Batalion III/3 pspodh. prowadził natarcie bezpośrednio na Ulów, gdzie poniósł ciężkie straty. 19 września Podhalanie 3 pułku nie przebili się z okrążenia pod Tomaszowem Lub. 20 września na rozkaz dowódcy 55 DP rez. wycofano 3 psp do miejscowości Zielone, tam I batalion stoczył walkę z oddziałami niemieckimi. II batalion w rejonie Narola próbował samotnie wydostać się z okrążenia. Jednak na wieść o zawieszeniu broni i kapitulacji Armii "Kraków" żołnierze pułku rozproszyli się lub dostali się do niewoli.

## Obsada personalna we wrześniu 1939 roku[27]
Dowództwo
- dowódca – ppłk Julian Czubryt
- I adiutant – kpt. Stanisław Krach
- II adiutant – por. rez. Rudolf Pollak
- oficer informacyjny – kpt Aleksander Michalczyk
- oficer łączności – por. Józef Badach
- kwatermistrz – kpt. Józef Żurek
- oficer płatnik – kpt. int. Alfred Bernard Farny
- oficer żywnościowy – chor. Wojciech Kędzierski
- naczelny lekarz – ppor. lek. Piotr Makaruk
- kapelan – ks. kap. rez. Michał Drechny
- dowódca kompanii gospodarczej – rtm. tab. Michał Wiktor Noworytowski[b]

I batalion
- dowódca I batalionu – mjr Marian Edward Lasocki
- adiutant batalionu – ppor. rez. Stanisław Langer
- dowódca plutonu łączności- ppor. rez. Szymon Paluch[30]
- dowódca 1 kompanii strzeleckiej – por. rez. Norbert Kossmann
- dowódca 2 kompanii strzeleckiej – por. Karol Kędzior
- dowódca 3 kompanii strzeleckiej – kpt. Jan Emilian Jaeschke
- dowódca 1 kompanii cekaemów – por. Józef Serafin

II batalion
- dowódca II batalionu – mjr Mieczysław Niemiec
- adiutant batalionu – NN
- dowódca plutonu łączności - NN
- dowódca 4 kompanii strzeleckiej – ppor. Jan Kubik
- dowódca 5 kompanii strzeleckiej – por. Władysław Kwarciński
- dowódca 6 kompanii strzeleckiej – por. Stanisław Namysłowski
- dowódca 2 kompanii cekaemów – kpt. Stanisław Więckowski

III batalion
- dowódca III batalionu – ppłk Wacław II Iwaszkiewicz
- adiutant batalionu – ppor. rez. Seweryn Udziela
- dowódca plutonu łączności - ppor. rez. Henryk Białończyk[31]
- dowódca 7 kompanii strzeleckiej – por. Wacław Walas
- dowódca 8 kompanii strzeleckiej – por. Stefan Buciewicz
- dowódca 9 kompanii strzeleckiej – ppor. Zenon Rychłowski
- dowódca 3 kompanii cekaemów – por. Stefan Szymański

Pododdziały specjalne
- dowódca kompanii przeciwpancernej – por. Franciszek Klimkowicz
- dowódca plutonu artylerii piechoty – kpt. Józef Chwastek
- dowódca kompanii zwiadowców – por. Mieczysław Klich
- dowódca plutonu pionierów – por. Franciszek Ulrych
- dowódca plutonu przeciwgazowego – NN
- dowódca plutonu łączności - ppor. rez. Jerzy Wiencek[32]

## Żołnierze pułku
Dowódcy pułku
- płk Plandè (oficer armii francuskiej) (od 21 IV 1919)
- ppłk Gonneau (oficer armii francuskiej) (od 25 X 1919)
- kpt. Jeske (p.o.) (1919)
- ppłk piech. Ludwik Okniński (16 XI 1919 - 30 VI 1922)
- ppłk Franciszek Wagner (2 VII 1922 - 31 III 1927 → członek Komisji Przyjęć Oficerów Rezerwy[35])
- ppłk / płk piech. Karol Roman Zagórski (5 V 1927[36] - VI 1935[37])
- ppłk / płk piech. Józef Giza (4 VII 1935[38] - 1938)
- ppłk Julian Czubryt (1938 - 1939)

Zastępcy dowódcy pułku
- mjr / ppłk piech. Stanisław Machowicz (10 VII 1922 – 28 I 1928 → dowódca 9 pp Leg.)
- ppłk SG Stanisław Sosabowski (26 IV 1928[40] - 23 XII 1929)
- ppłk piech. Zygmunt Piwnicki (23 XII 1929 - III 1932 → kierownik 8 Okręgowego Urzędu WFiPW)
- ppłk piech. Aleksander Stawarz (III 1932 - VI 1934 → dowódca 1 pp Leg.)
- ppłk piech. Stanisław Tomiak (od VI 1934[41] → dowódca 58 pp)
- ppłk dypl. piech. Franciszek Gwizdak (1939)

II zastępca (Kwatermistrz)
- mjr piech. Wacław Dobkiewicz (1939)

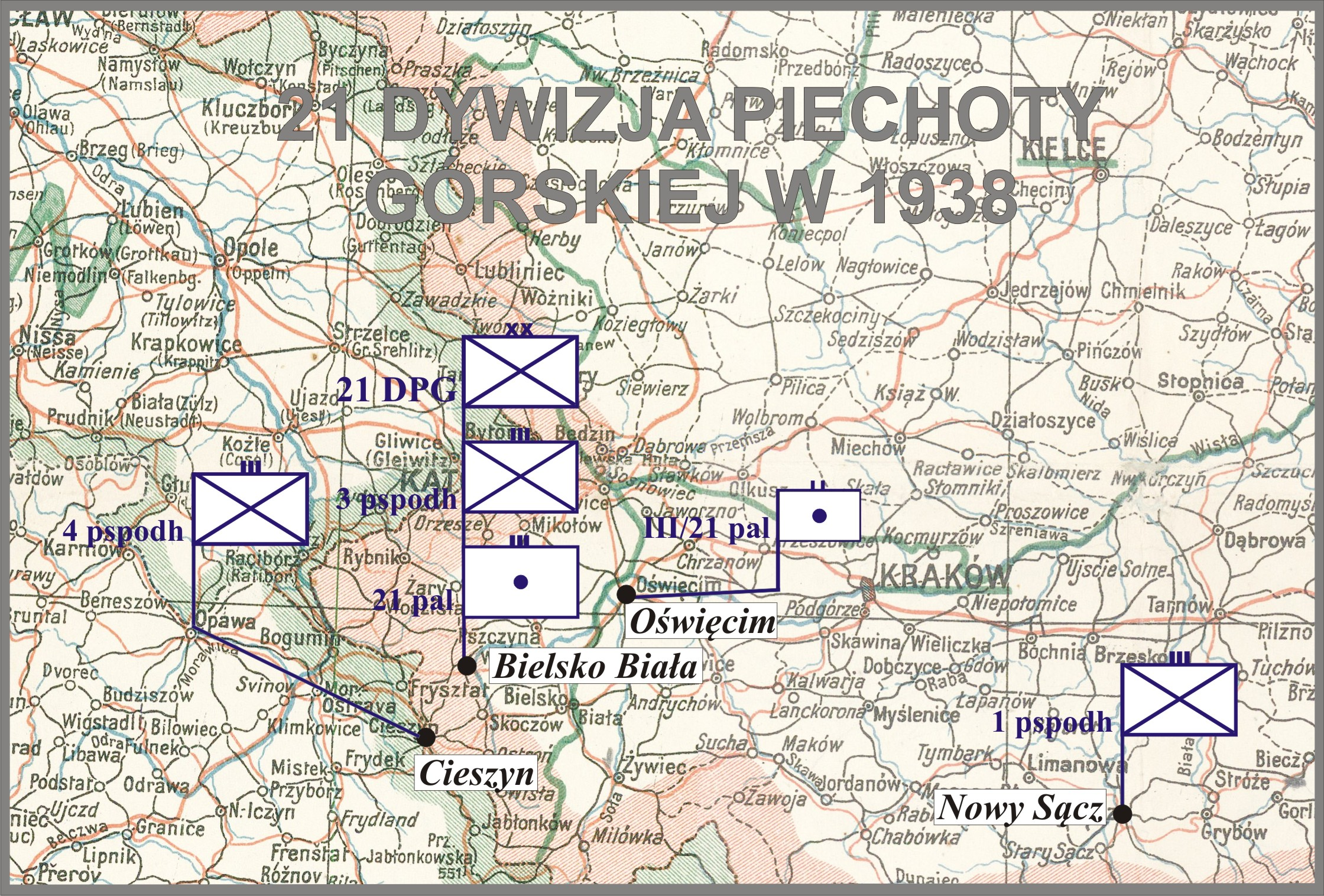
21 DPG w 1938

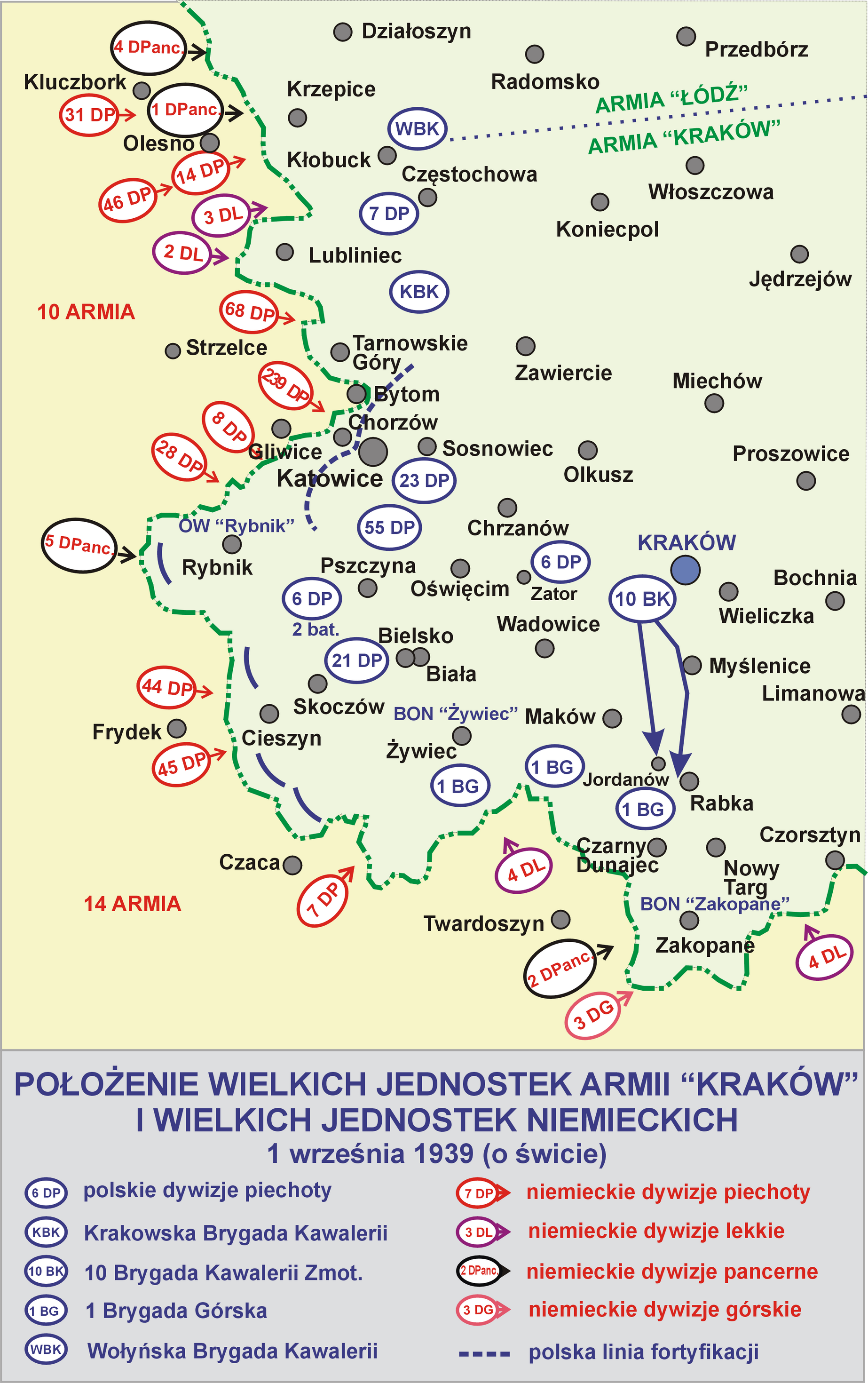
Pułk walczył w składzie 21 DPGórskiej

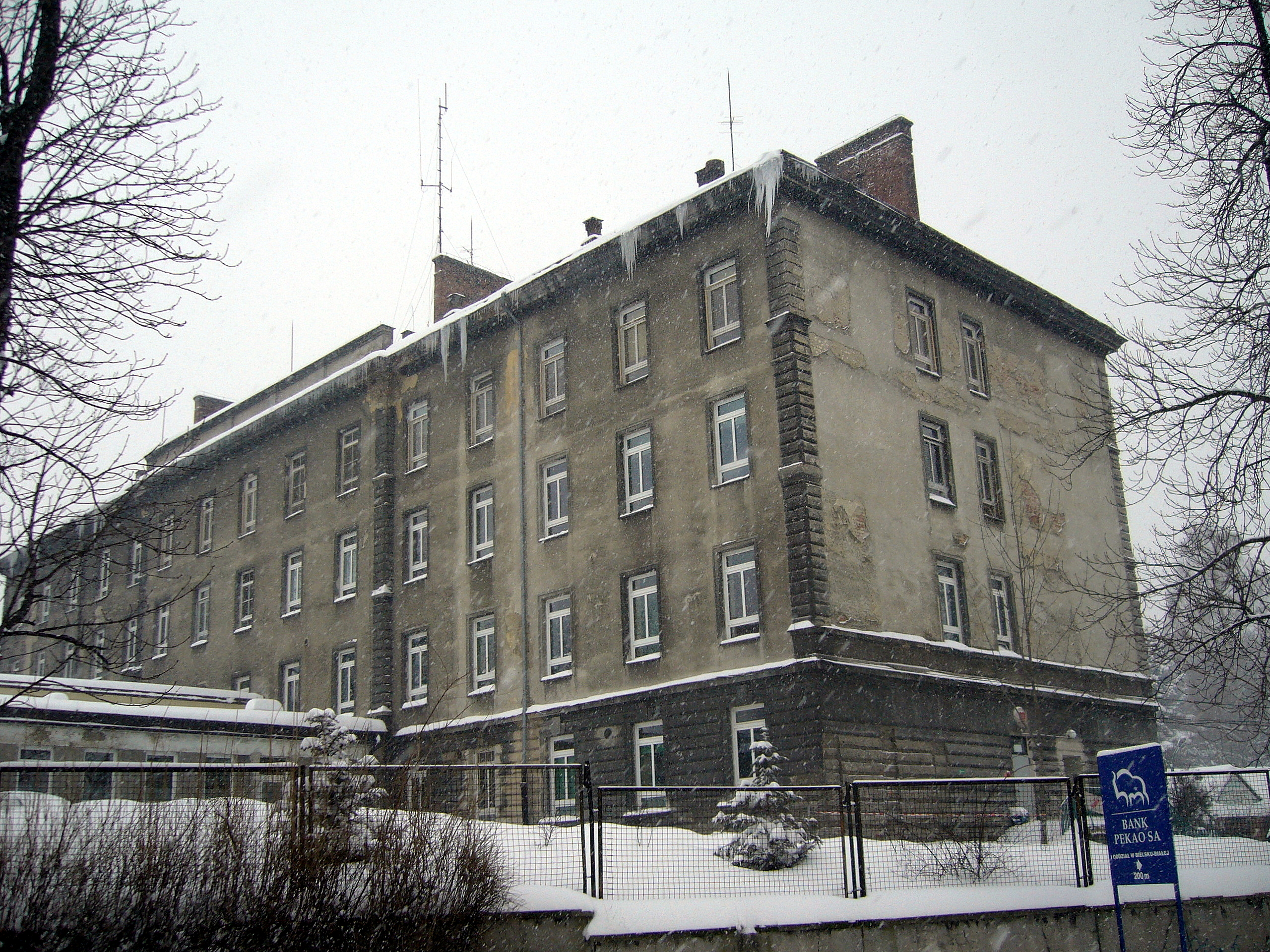
Dawne koszary w Bielsku-Białej – miejsce stacjonowania pułku.

### Żołnierze 3 pułku strzelców podhalańskich – ofiary zbrodni katyńskiej
Biogramy zamordowanych oficerów znajdują się na stronie internetowej Muzeum Katyńskiego
| Nazwisko i imię         | stopień              | zawód                | miejsce pracy przed mobilizacją | zamordowany |
| ----------------------- | -------------------- | -------------------- | ------------------------------- | ----------- |
| Borgowiec Alojzy        | por. rez.            | nauczyciel           | szkoła nr 1 w Rybniku           | Katyń       |
| Brus Paweł              | por. rez.            | nauczyciel           | szkoła w Pruchnej               | Katyń       |
| Chromik Walerian        | ppor. rez.           | inżynier leśnictwa   |                                 | Katyń       |
| Cieślar Rudolf Karol    | ppor. rez.           | inżynier mechanik    |                                 | Katyń       |
| Dudek Mieczysław        | por. rez.            | prawnik, dr prawa    |                                 | Katyń       |
| Farny Alfred Bernard    | kapitan              | żołnierz zawodowy    | oficer gospodarczy 3 pspodh.    | Katyń       |
| Iwaszkiewicz Wacław     | podpułkownik         | żołnierz zawodowy    | dowódca III/3 pspodh. (IX 1939) | Katyń       |
| Kapuścik Mirosław       | ppor. rez.           |                      |                                 | Katyń       |
| Kowalski Jan            | ppor. rez.           | nauczyciel           | szkoła w Haźlachu               | Katyń       |
| Kubok Franciszek        | ppor. rez.           | nauczyciel           | kier. szkoły w Wapienicy        | Katyń       |
| Matejczyk Jan           | ppor. rez.           | prawnik              | sędzia sądu grodzkiego          | Katyń       |
| Motyka Paweł            | ppor. rez.           | urzędnik             | urząd skarbowy                  | Katyń       |
| Piotrowski Stanisław    | ppor. rez.           | nauczyciel           | szkoła powszechna               | Katyń       |
| Przetak Mieczysław      | ppor. rez.           |                      |                                 | Katyń       |
| Santarius Karol         | por. rez.            |                      |                                 | Katyń       |
| Śliwa Zygmunt Otto      | porucznik            | żołnierz zawodowy    |                                 | Katyń       |
| Janusz Antoni           | porucznik rezerwy    | nauczyciel           | kier. szkoły w Rycerce Dolnej   | Charków     |
| Kamiński Wacław         | podporucznik rezerwy |                      |                                 | Charków     |
| Kubicz Czesław          | podporucznik rezerwy | prawnik, mgr         |                                 | Charków     |
| Migdał Karol Józef      | podporucznik rezerwy | mechanik samochodowy |                                 | Charków     |
| Waruszyński Włodzimierz | podporucznik rezerwy |                      |                                 | Charków     |
| Zuber Adolf Józef       | podporucznik rezerwy | urzędnik             |                                 | Charków     |
| Steczyński Julian       | ppor. rez.           | prawnik              | starosta pow. gorlickiego       | ULK         |

## Symbole pułku
Sztandar

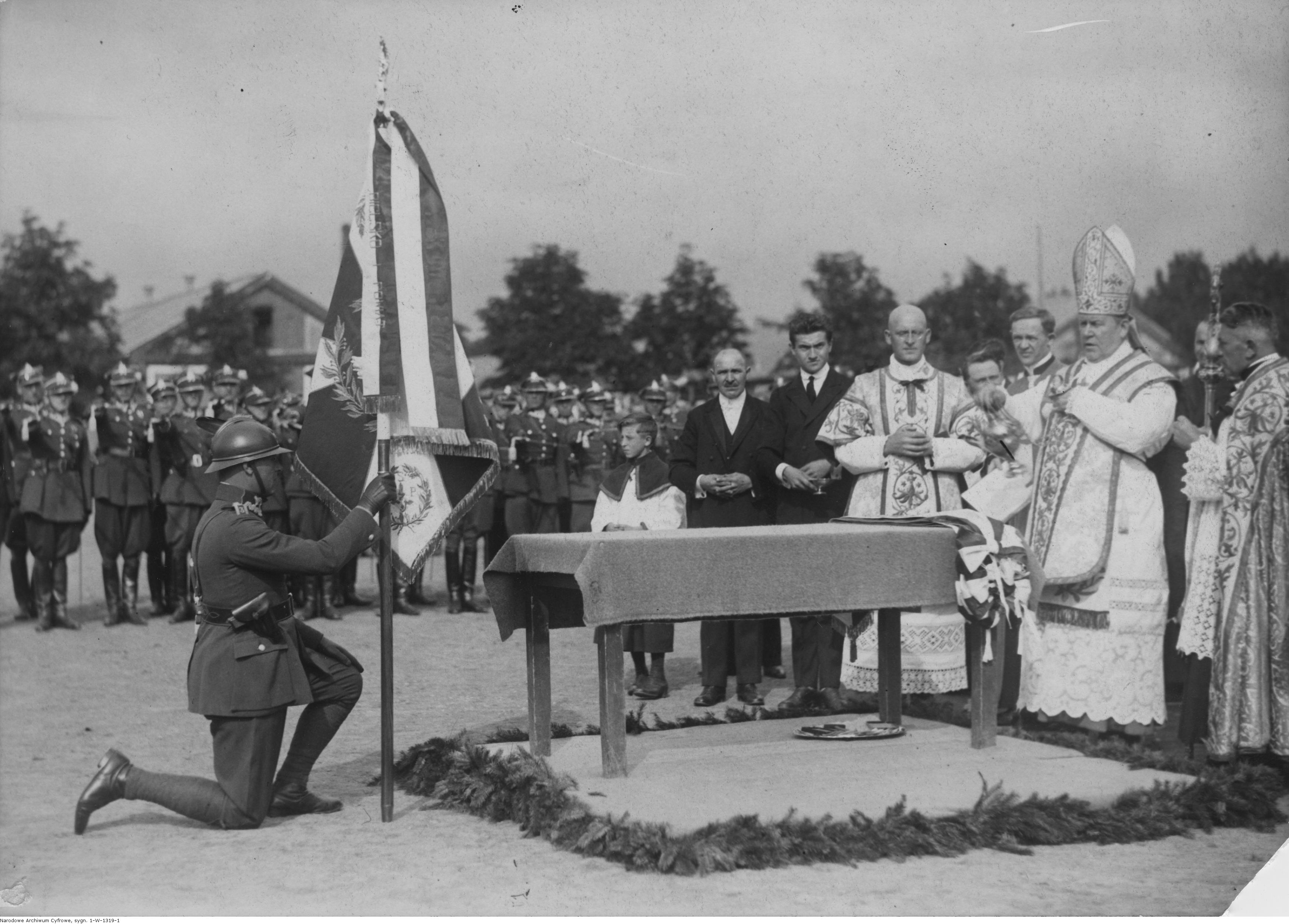
Wręczenie sztandaru 3 pspodh. w Bielsku – bp polowy Stanisław Gall poświęca sztandar pułku; październik 1927

9 lipca 1919, gen. Józef Haller, wręczył dowódcy jednostki płk Plandè chorągiew ufundowaną przez komitet pań polskich we Francji.
7 maja 1927 roku Prezydent RP zatwierdził wzór chorągwi 3 pułku Strzelców Podhalańskich. 3 października 1927 roku, w Bielsku, Ignacy Mościcki wręczył dowódcy pułku chorągiew ufundowaną przez społeczeństwo Bielska i Białej. Od 28 stycznia 1938 roku chorągiew pułkowa zaczęła być oficjalnie nazywana sztandarem.
Odznaka pułkowa
Zatwierdzona w Dzienniku Rozkazów Ministerstwa Spraw Wojskowych nr 2, poz. 11 z 14 stycznia 1928.
Odznaka ma kształt okrągłej tarczy obwiedzionej nałożonym złotym wieńcem laurowym. Na emaliowanej w kolorze białym tarczy wyobrażone wschodzące słońce z 38 promieniami. Na słońce nałożony krzyż łamany, na tle gałązki jedliny. Na tarczy wpisano rok powstania pułku, numer i inicjały 1919 3 PSP. Trzyczęściowa – oficerska, wykonana w srebrze, emaliowana, łączona dwoma nitami. Wymiary: 42x40 mm; wykonanie: Wiktor Gontarczyk – Warszawa.